# Naucleopsis velutina
Naucleopsis velutina är en mullbärsväxtart som beskrevs av C.C. Berg. Naucleopsis velutina ingår i släktet Naucleopsis och familjen mullbärsväxter. Inga underarter finns listade i Catalogue of Life.